# 滝澤徹也
滝澤 徹也（たきざわ てつや、1977年〈昭和52年〉10月28日 - ）は、日本の現代美術家。和紙や自然素材を用いた作品を手がけ、地域性・環境・記憶をテーマとしたアート活動を国内外で展開している。

## 経歴
1977年、東京都に生まれる。2005年、東京造形大学造形学部絵画専攻を卒業。2004年から2009年にかけて、埼玉県小川町にて伝統的な和紙制作の技術を学ぶ。その後、国内外のアーティスト・イン・レジデンスに参加し、土地固有の素材や文化を取り入れた作品を制作している。
現在、東北芸術工科大学および女子美術大学の非常勤講師を務めるほか、福島県西会津町にある出ヶ原和紙工房の代表を務める。

## 作風
滝澤の作品は、土地に根ざした自然素材（植物、土、水、微生物など）を採集し、和紙を漉く技法を通じて地域や環境の記憶を視覚化するものである。漉いた和紙に発酵物、廃油、微細な胞子などを組み合わせ、「時間」や「生成変化」を内包したアートとして展開している。地域住民との共同制作やワークショップにも積極的に取り組んでいる。

## 主な展覧会

### 個展
- 2003年 – 「新庄の自然から」展（山形県新庄市）
- 2005年 – 滝澤徹也展（諄子美術館、岩手県北上市）
- 2013年 – 「GANGA・PAPER」（バナーラス・ヒンドゥー大学 アートギャラリー、インド・バラナシ）
- 2016年 – 「Landscape」（S.Y.P Art Space、新宿）
- 2016年 – 「滝澤徹也／出ヶ原紙」（ヴィリニュス美術アカデミー ギャラリー、リトアニア）
- 2017年 – 「森を漉く」（福島県西会津町・出ヶ原）
- 2018年 – 「発酵絵画」（ヤマモ味噌醤油醸造元 I.L.A.ギャラリー、秋田県湯沢市）

### グループ展・国際展
- 2011年 – 2011international paperart exhibition and　symposium　国際紙芸大展（国父記念館、台湾）
- 2014年 – Aomori Print Triennale（青森）
- 2019年 – 「凹凸に降る」（浜口陽三ヤマサコレクション、東京）
- 2024年 – 岸町芸術祭
- 2024年 – 会津まちなかアートプロジェクト

## アーティスト・イン・レジデンス
- 2013年 – Ram Chhatpar Ship Nyas（インド・バラナシ）
- 2016年 – Artist in Residency in Norland（ノルウェー・ボードー）
- 2016年 – NIDA ART COLONY（リトアニア・ニダ）
- 2016年 – 滞在・活動・Izu（伊豆）
- 2017年 – アーティスト・レジデンス五日市（東京都あきる野市、アートスタジオ五日市）
- 2017年 – Donkey Mill Art Center（ハワイ州、アメリカ）